# Justice privée (film)
Cet article concerne le film. Pour la notion en droit, voir Justice privée.
Pour plus de détails, voir Fiche technique et Distribution.
Justice privée (Instant Justice) est un film d'action américano-britannique réalisé par Denis Amar et sorti en 1986.

## Synopsis
Scott est un marine américain qui sert à l'ambassade des États-Unis à Paris. Un jour, il reçoit un message l'informant que sa sœur Kim, disparue depuis longtemps, travaille comme mannequin en Espagne et a de graves problèmes. Il demande à être renvoyé de son poste et se rend en Espagne pour l'aider. Malheureusement, elle est assassinée avant l'arrivée de Scott. La police locale étant réticente à prendre des mesures, Scott commence à enquêter de son côté.
Après quelques jours de recherche, il rencontre Virginia, la copine de Kim, qui l'oriente vers des personnes liées au trafic de drogue qui pourraient être responsables du crime. Un autre marine, le major Davis (Charles Napier), qui travaille à l'ambassade d'Espagne, est également d'une grande aide pour Scott, car il risque sa propre vie et vole des armes à l'ambassade pour lui. À la fin, Scott trouve les responsables de la mort de sa sœur et il se fait justice privée.

## Fiche technique
- Titre français : Justice privée[1]
- Titre original anglais : Instant Justice[2]
- Réalisation : Denis Amar
- Scenario : Paul Brickman
- Photographie :	Douglas F. O'Neons
- Montage : Pieter Bergema
- Musique : David Kurtz
- Cascades : Rémy Julienne
- Production : Ian Sera, Craig Rumar, Pieter Bergema, Robert Daly
- Société de production : Mulloway Limited, Craig Rumar Productions, Warner Bros. Pictures
- Pays de production :  Royaume-Uni -  États-Unis
- Langue originale : anglais
- Format : couleurs - Son Dolby
- Durée : 101 minutes
- Genre : film d'action
- Dates de sortie :
  - Espagne : 17 octobre 1986
  - France : 31 octobre 1986
  - Royaume-Uni : 7 novembre 1986
  - États-Unis : 9 janvier 1987

## Distribution
- Michael Paré : Sergent Scott Youngblood
- Tawny Kitaen : Virginie
- Peter Crook : Jake
- Charles Napier : Major Davis
- Eddie Avoth : Silke
- Scott Del Amo : Dutch
- Lynda Bridges : Kim Taylor
- Lionel A. Ephraim : Ambaixador Gordon
- Maurice E. Aronow : Shelton
- Aldo Sambrell : Tinent Juan Muñoz
- Peter Boulter : Clarke
- Thomas Abbott : Tinent Harding
- Anthony Bingham : Sergent Walker
- Scott Miller : Coronel Parker
- Steve Heywood : Caporal Atkinson
- Manuel de Blas : Ochoa
- Angel Mancuso : Tony